# ビートでたまご
ビートでたまご（Egg Beats）は、2006年10月7日に発表されたトムとジェリーテイルズ作品である。

## ストーリー
都会に住んでいたジェリーは自宅前での道路工事騒音にウンザリし、ポータブルCDプレーヤーとスピーカーを持って田舎へ引っ越す決意をする。
一方、田舎の牧場ではトムが主として働いていたが、食料が底をついてひもじい思いをしていた。そこへジェリーが引っ越してきてビートロック音楽を大音量で流す。トムはその大音量に耐えられず音楽再生を強制停止させるも、ジェリーは懲りずに再生。するとトムの牧場にいたニワトリがジェリーが流す大音量のビートロックに反応して卵を大量に産み、トムはその卵が食料になることを発見し貯蔵し始めた。
トムは「卵が一定量貯まったら音楽再生を止めよう。ニワトリも産卵しなくなるから自分も休める」と目論んでいたが、ジェリーは無制限に音楽再生を続け、ニワトリはそれに反応して卵を無制限に産み続けた。このためトムの目論見は外れて卵の貯蔵場所確保に苦労し、ホイールローダー・ダンプカー・ミキサー車を駆使したり、ロケットで月まで行って大量の卵を貯蔵。ジェリーは一向に大音量音楽再生を止めず、ニワトリはそれに反応して卵を無制限に産み続け、トムの牧場は大量の卵で埋め尽くされてしまう。
終わりの見えない大量の卵貯蔵に耐えられなくなったトムは発狂し、ジェリーが乗ってきた車で都会へ引っ越すが、移住先の都会ではハトのフンを浴びてしまった。

## 登場キャラクター
トム
田舎にある牧場の主として登場。当初は食料が底をついてひもじい思いをしていたが、ジェリーが流す大音量音楽に反応してニワトリが卵を産むことに気づき、食料として貯蔵し始める。だがジェリーが音楽再生を止めずニワトリが無制限に卵を産み続けたことで卵の貯蔵場所確保に苦労し、終わりの見えない作業と牧場が大量の卵で埋め尽くされていく現実に落胆して発狂。最終的に都会へ移住したが、そこではハトのフンを浴びてしまった。
ジェリー
都会での道路工事騒音にウンザリして田舎への移住を決意し、ゼンマイで動く車にポータブルCDプレーヤーとスピーカーを積んだ。移住先の牧場ではビートロック音楽を大音量で流し、それに反応してニワトリが卵を産むことを逆手にとって牧場主のトムを挑発。最終的にトムを牧場から追い出した。
ニワトリ
トムの牧場で飼われており、ジェリーが流すビートロック音楽に反応して産卵。音楽が止まれば産卵を止める。だがジェリーが大音量で音楽を長時間流し続けた結果・卵は無制限に産まれ続け、トムの牧場は大量の卵で埋め尽くされてしまった。
ウシ・ブタ
トムの牧場で飼われている。ジェリーが流す大音量ビートロック音楽に驚いて頭を地面に突っ込んだり、耳当てをしたりした。
ハト
最後の場面で登場し、都会へ引っ越してきたトムにフンを浴びせた。